# Kate Haywood
Kate Haywood (* 1. April 1987 in Grimsby, England) ist eine britische Brustschwimmerin.

## Werdegang
2002 ging Haywood bei den Commonwealth Games in Manchester für England an den Start. Dort konnte sie sich mit der 4 × 100-m-Lagenstaffel die Bronzemedaille sichern.
Sie verpasste die Qualifikation für die Olympischen Sommerspiele 2004 in Athen, konnte sich aber zwei Jahre später abermals für die Commonwealth Games in Melbourne qualifizieren, wo sie diesmal mit der 4 × 100-m-Lagenstaffel die Silbermedaille gewann.
Nochmal zwei Jahre später konnte sie erneut mit der Lagenstaffel bei den Schwimmeuropameisterschaften 2008 ihren ersten Titel erringen. 2010 schwamm sie bei den Commonwealth Games über 50 und 100 m Brust jeweils auf den dritten Platz, mit der Lagenstaffel wurde sie Zweite.
Derzeit studiert und schwimmt Haywood an der Loughborough University.

## Rekorde
| Europarekorde (2)                                           | Europarekorde (2) | Europarekorde (2) | Europarekorde (2) |
| ----------------------------------------------------------- | ----------------- | ----------------- | ----------------- |
| 4 × 100 m Lagen (mit Simmonds, Lowe und Halsall)            | 03:59,33 min      | 24. März 2008     | Eindhoven         |
| 4 × 100 m Lagen (Kurzbahn) (mit Simmonds, Lowe und Halsall) | 03:53,02 min      | 11. April 2008    | Manchester        |
| (Stand: 3. August 2008)                                     |                   |                   |                   |

## Auszeichnungen
- BBC Young Sports Personality des Jahres 2003.